# Ara Masahito

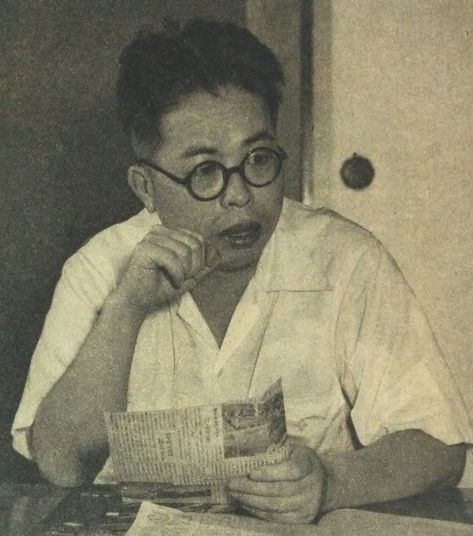
Ara Masahito

Ara Masahito (japanisch 荒 正人, * 1. Januar 1913 in der Präfektur Fukushima; † 9. Juni 1979) war ein japanischer Literaturwissenschaftler und -kritiker.
Ara gründete 1946 mit Odagiri Hideo und Hirano Ken die Zeitschrift Kindai Bungaku (Moderne Literatur), die bis 1964 erschien. Neben diesen und Autoren wie Honda Shūgo, Yamamuro Shizuka, Haniya Yutaka und Sasaki Kiichi wurde er zur "Schule der modernen Literatur" (Kindai bungakuha) gezählt. Im Gegensatz zum marxistischen Ansatz stellte er die subjektive Individualität der Personen in der Literatur in den Vordergrund und wendete als Erster in Japan die Theorien Sigmund Freuds in der Literaturkritik an, insbesondere in seiner Kritik der Werke Natsume Sōsekis.
Als profunder Kenner der englischen Literatur trat Ara zudem mit Übersetzungen von Werken Nathaniel Hawthornes und Emily Brontës hervor und verfasste Essays über T. S. Eliot und James Joyce. Er lehrte an der Hōsei-Universität.